# Xã Stena, Quận Marshall, Nam Dakota
Xã Stena (tiếng Anh: Stena Township) là một xã thuộc quận Marshall, tiểu bang Nam Dakota, Hoa Kỳ. Năm 2010, dân số của xã này là 192 người.